# Maison du Roi (Les Baux-de-Provence)
La maison du roi (ou du roy) est un édifice situé aux Baux-de-Provence, en France.

## Généralités
Le bâtiment est situé rue Porte Mage, sur le territoire de la commune des Baux-de-Provence, dans le département des Bouches-du-Rhône, en région Bouches-du-Rhône, en France.

## Histoire
La maison est construite en 1499 et était le lieu où était rendu la justice au nom du souverain. Le rempart contre lequel fut construit le bâtiment fut percé au XIXe siècle pour permettre un accès à la ville.
La maison est classée au titre des monuments historiques par arrêté du 25 novembre 1905.

## Description
La maison abrite l'office de tourisme des Baux de Provence.